# Auzolan
Auzolan (Treball veïnal en basc) fou un partit polític creat a Euskal Herria el 26 de març del 1983 format per la coalició de LKI, LAIA i Nueva Izquierda (escissió navarresa d'Euskadiko Ezkerra), i amb suport d'Euskadiko Mugimendu Komunista. El seu líder era Bixente Serrano Izko.
A les eleccions al Parlament de Navarra de 1983 va obtenir 8.356 vots (3,46%) i cap escó. A les eleccions al Parlament Basc de 1984 es presentà amb Iñaki Pérez Beotegi Wilson (Àlaba), Iñaki Albistur (Gipuzkoa) i Periko Ibarra (Bizkaia), però només va obtenir 10.462 vots (0,98%). El 30 de maig del 1986 es va dissoldre, però la secció navarresa es presentarà a eleccions d'aleshores ençà com a Batzarre.

## Resultats electorals

### Parlament de Navarra
| Any  | Vots  | %    | Escons | +/- |
| ---- | ----- | ---- | ------ | --- |
| 1983 | 8.356 | 3,16 | 0 / 50 | Nou |